# Калуцикос
Калуцикос (на гръцки: Καλούτσικος) е село в Егейска Македония, Гърция, в дем Касандра в административна област Централна Македония. Калуцикос е разположено на западния бряг на полуостров Касандра - най-западният ръкав на Халкидическия полуостров, на няколко километра източно от Каландра. Има население от 37 души (2001).